# Смірнов Андрій Вікторович (український футболіст)
Андрій Вікторович Смірнов (29 жовтня 1977, Джанкой) — український футболіст, що грав на позиції захисника і півзахисника. Відомий виступами за футбольний клуби «Таврія» у вищій українській лізі.

## Кар'єра футболіста
Андрій Смірнов дебютував у вищій українській лізі 12 травня 1995 року в складі «Таврії» в матчі з тернопільською «Нивою» у стартовому складі, після чого під кінець першого тайму його замінив Євген Сєріков. Цей матч виявився єдиним у вищій лізі для футболіста. Наступні два роки Андрій Смірнов грав за клуби другої ліги «Каховка» і «Торпедо» з Мелітополя, усього зіграв 29 матчів у другій лізі, після чого за професійні клуби не виступав.